# Кытлым
Кы́тлым — посёлок в муниципальном округе Карпинск Свердловской области России. С 1933 по 2004 год имел статус рабочего посёлка (посёлка городского типа).

## География
Посёлок Кытлым расположен в 55 километрах от Карпинска, среди Уральских гор. В нескольких километрах западнее посёлка находится гора Косьвинский Камень. Кытлым застроен преимущественно деревянными жилыми домами. На территории посёлка расположен военный городок, в нём активно строится новое жильё и инфраструктура.

## Этимология
Название посёлка происходит от названия реки Кытлым, протекающей по территории посёлка. Это название сопоставимо с мансийским словом котьль, что означает «середина», «средний».

## История

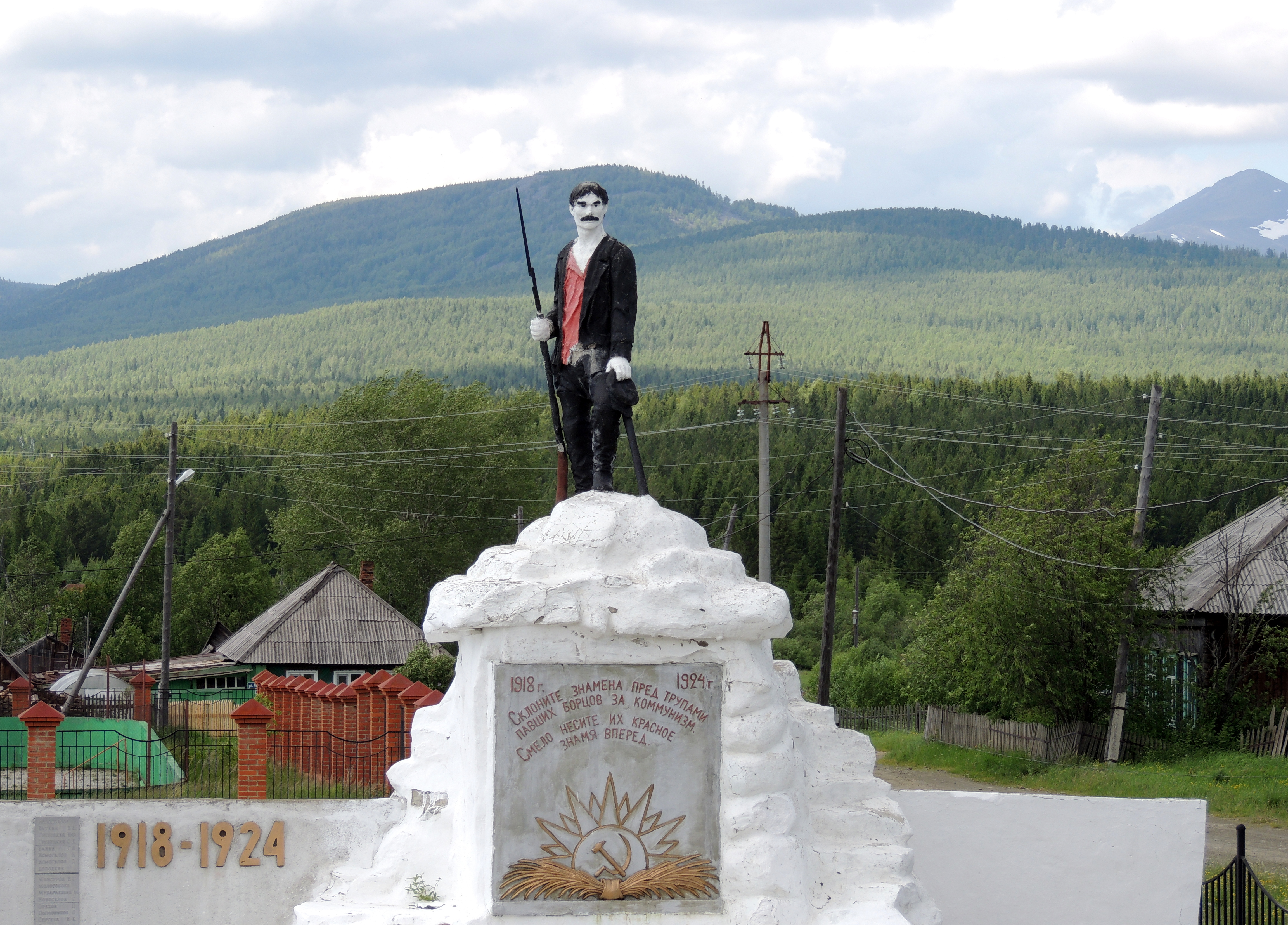
Памятник героям Гражданской войны в Кытлыме

Местность, на которой находится посёлок, исторически входила в состав Верхотурского уезда Пермской губернии и называлась «Николае-Павдинская дача», по названию центра волости — селу Николае-Павдинский завод. В 1835 году у юго-западного подножья горы Косьвинский камень была обнаружена рассыпная платина. Началась золотая лихорадка. В 1898 году старателями обнаруживаются россыпи платины на восточных склонах Косьвинского камня, что и послужило рождению посёлка Кытлым. Земли и прииски перепродаются из рук в руки и к началу XX века владельцем становится астраханский купец 1-й гильдии К. П. Воробьев. Он пригласил на службу известного швейцарского минералога Л.-К. Дюпарка. После смерти Воробьева в 1907 году наследники продолжили его дело и позже организовали «Николае-Павдинского горного округа акционерное общество», которое, выручив от продажи своих акций несколько миллионов золотых рублей, смогло закупить новейшие электрические драги. Обществу принадлежало несколько золотых и платиновых приисков, в числе которых и Кытлымский. В 5 км от посёлка была построена электростанция, работавшая на дровах (её остатки находятся в районе стелы при въезде в посёлок). В 1906 году в посёлке была построена часовня, служить в которую приезжал священник из с. Павда. Во флигеле часовни была организована школа.
В ноябре-декабре 1918 года в рамках Пермской операции войска белых заняли Кытлым и казнили несколько революционных рабочих, утопив их в заброшенной шахте. В память об этом событии был сооружён памятник, торжественное открытие которого прошло осенью 1924 года. После этого был организован отряд Красной гвардии под началом Б. В. Дидковского, который охранял драги и запас драгметаллов. В 1925 году посёлок посетила Лариса Рейснер, очерк о Кытлыме вошёл в её книгу «Уголь, железо и живые люди». В 1930-е годы в посёлке находилось отделение милиции, контролировавшее поведение ссыльных в соседних посёлках.
С 1923 до 1949 года Кытлым относился к Кытлымскому району (но районный центр — село Павда). С 1949 до 1955 — входил в Исовский район. С 1955 по 1959 год территория Кытлымского поселкового Совета подчинялась Нижнетуринскому горсовету. С 13 мая 1959 года посёлок административно относился к Карпинскому району. В конце 50-х годов от Карпинска до Кытлыма была построена новая дорога длиной 55 километров, и в 1963 году было открыто регулярное движение рейсовых автобусов. Старая дорога, шедшая через Павду на Новую Лялю, стала приходить в запустение и уже в начале 1970-х пришла в полную негодность. В это время общее население Кытлыма вместе с прилегающими посёлками (Тылай, Сосновка, Южный, Пятый) доходило до 7000 человек.
К 1980-м годам месторождение платины стало истощаться, постепенно закрывались драги. Оставшиеся повторно обрабатывали старые россыпи.
К 1990 году в посёлке работало отделение связи, несколько магазинов, сберкасса, ясли, детский сад, школа, рабочий клуб, больница, аптека, библиотека, база отдыха. Посёлок использовался туристскими группами как перевалочный пункт при восхождениях на окружающие горы. В постсоветский период практически вся инфраструктура была уничтожена (в основном — в результате пожаров). Так, после того, как сгорела школа, были упразднены клуб и библиотека, а в их помещениях была размещена школа.

## Промышленность
Основой промышленности в советские годы был прииск, но также работал леспромхоз. В разные годы работало до пяти драг и два шагающих экскаватора по добыче платины и золота, в 2010 году последняя драга была остановлена. До конца 70-х годов в посёлке находился конный завод, в нём разводились лошади для работ в медных шахтах г. Карпинска. К 2000-м годам добыча леса практически прекратилась, однако в 2010-х была построена и введена в строй новая лесопилка. Действует метеостанция.
В 2017 году построена конюшня и открыт филиал конно-спортивного клуба города Краснотурьинска.

## Население
| 1920 | 1959  | 1970  | 1979  | 1989 | 2002 | 2010  |
| ---- | ----- | ----- | ----- | ---- | ---- | ----- |
| 600  | ↗2079 | ↘1136 | ↘1041 | ↘994 | ↘887 | ↗1374 |

До 2007 года население уменьшалось, но с началом строительства военного городка стало увеличиваться.

## Транспорт и связь, инфраструктура
До Кытлыма ведёт асфальтированная дорога из Карпинска. Также существуют заброшенные дороги на запад (в сторону Березников), на юг (в сторону Павды). Несколько раз в неделю (расписание время от времени меняется) ходит рейсовый автобус из Карпинска (отправление из Карпинска в 8:00 и 16:00, время в пути 1:00). В военном городке располагается 2 вертолётные площадки. В 1998 году установлена телефонная станция на 200 номеров, в 2007 — реконструирована и расширена, подключена к цифровой волоконно-оптической линии. Телефонный код +7 34383 6 11 xx , +7 34383 6 12 xx.
В посёлке действует ретранслятор центральных каналов телевидения. В посёлке рядом со зданием администрации располагается узел почтовой связи.
Работает школа (1 сентября 2010 года закончено строительство и открыта новая школа на 150 учащихся), в военном городке построен новый детский сад, заканчивается строительства яслей. Также имеется фельдшерский пункт с аптекой. В военном городке установлен банкомат.
В здании администрации находится музей.
В Кытлыме действуют следующие операторы мобильной связи:
- «МОТИВ» (с 2007 года),
- «МегаФон» (с 2008 года)
- t2.

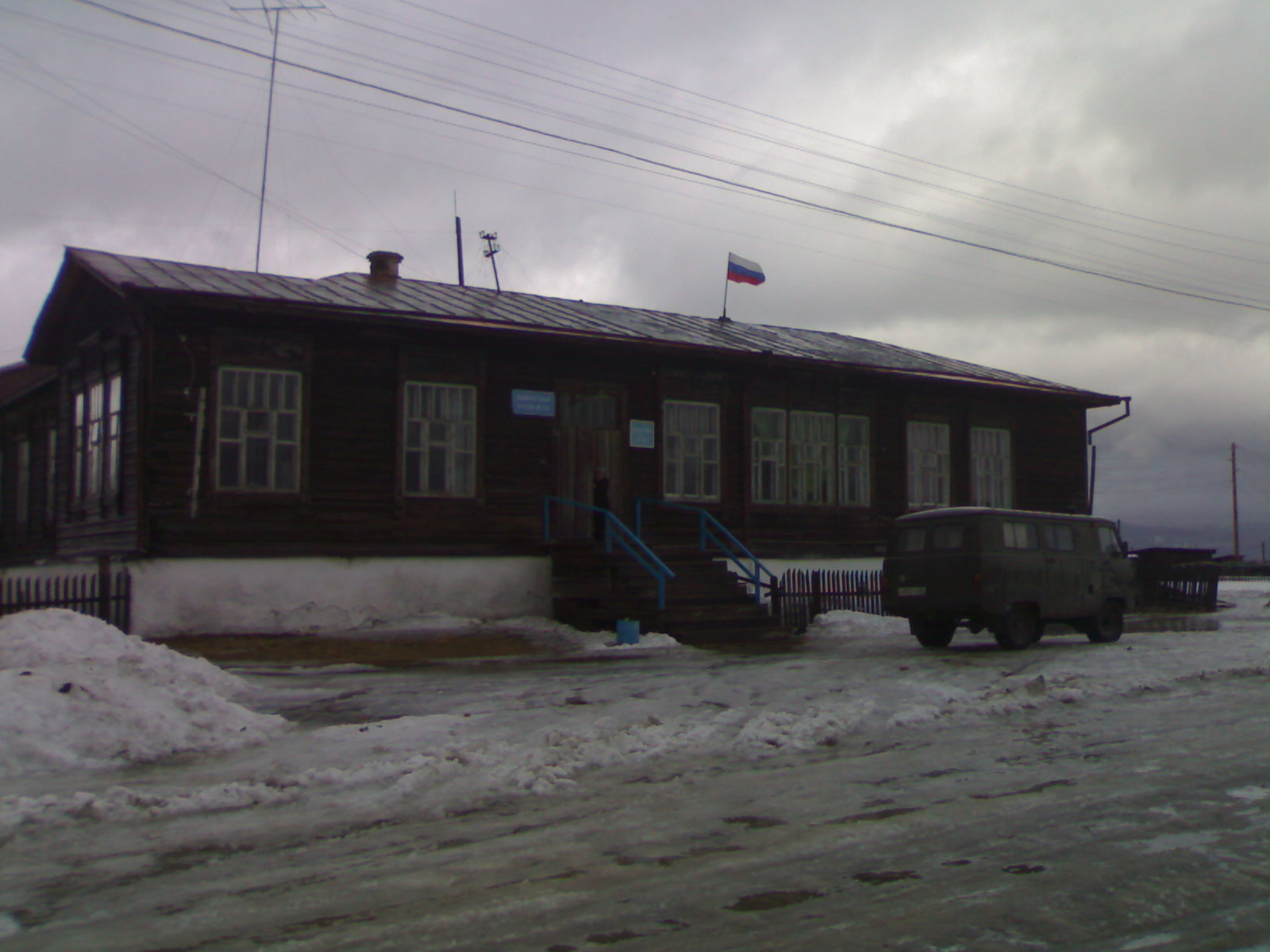
Здание администрации посёлка Кытлым
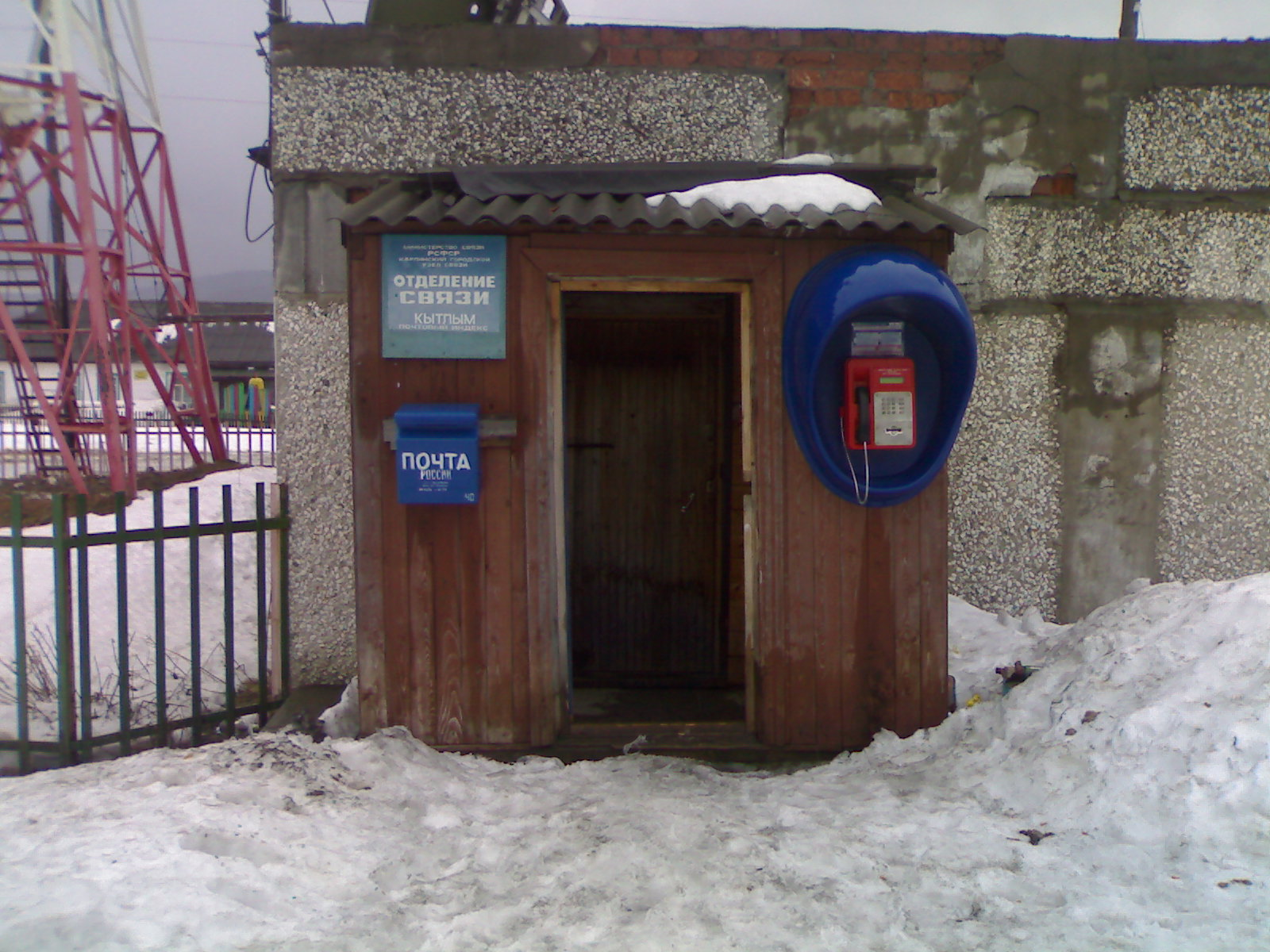
Вход в здание почты посёлка Кытлым
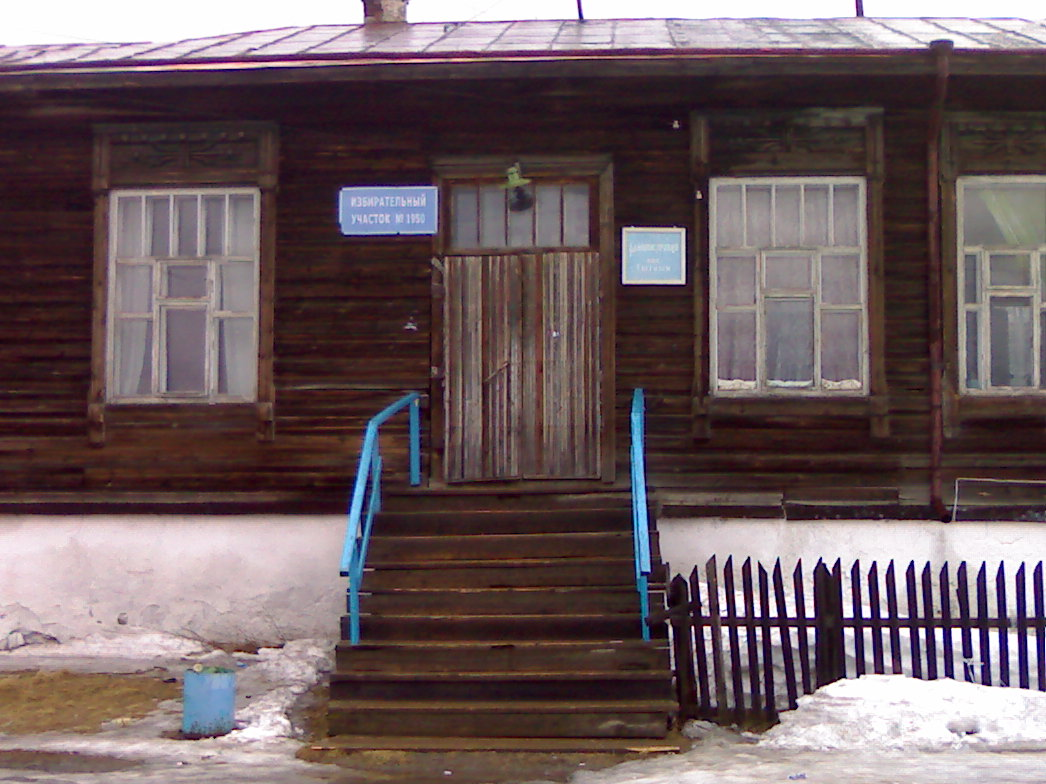
Вход в здание администрации посёлка Кытлым
Школа, состояние апрель 2011 г.
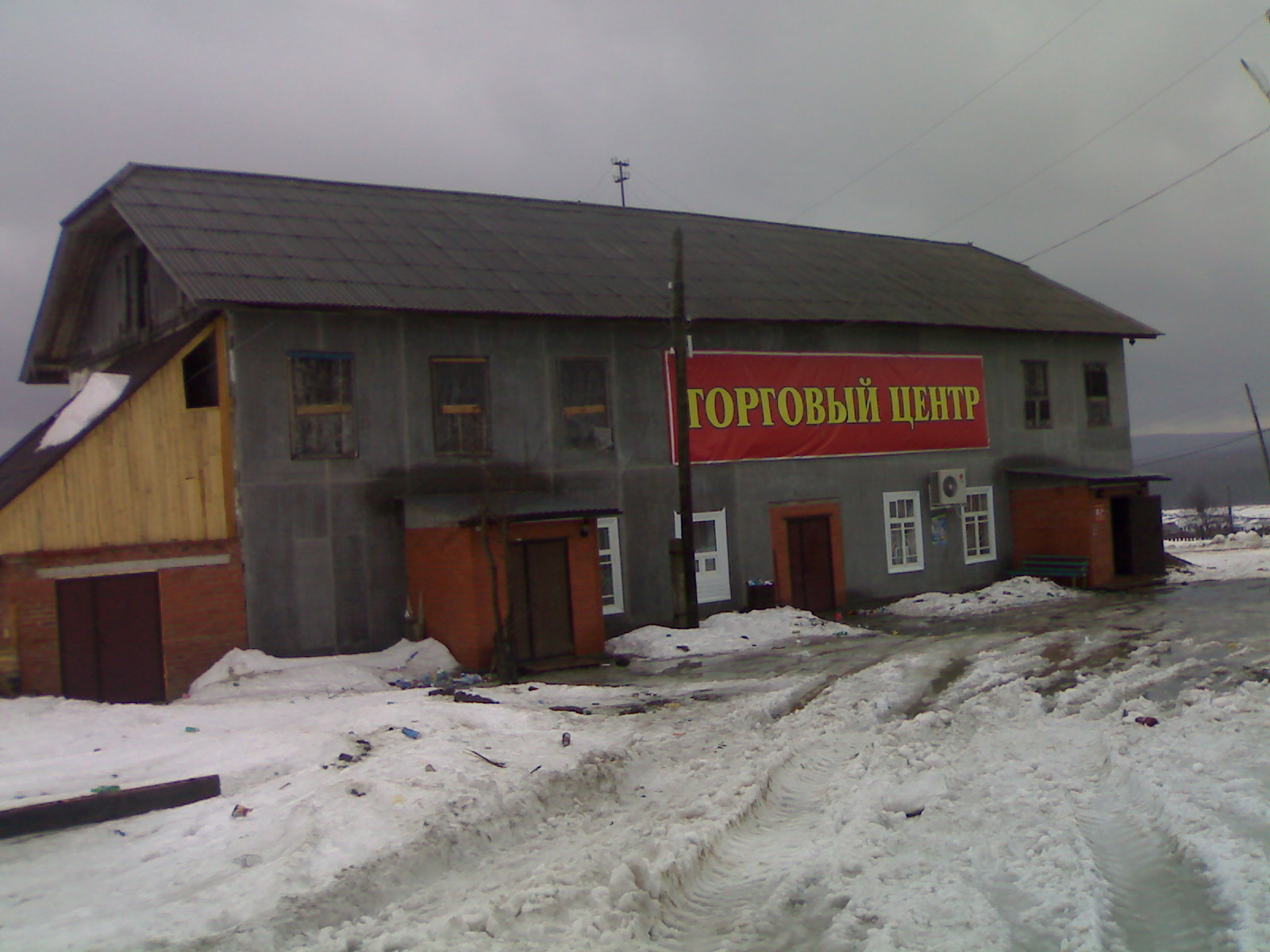
Торговый центр Кытлыма
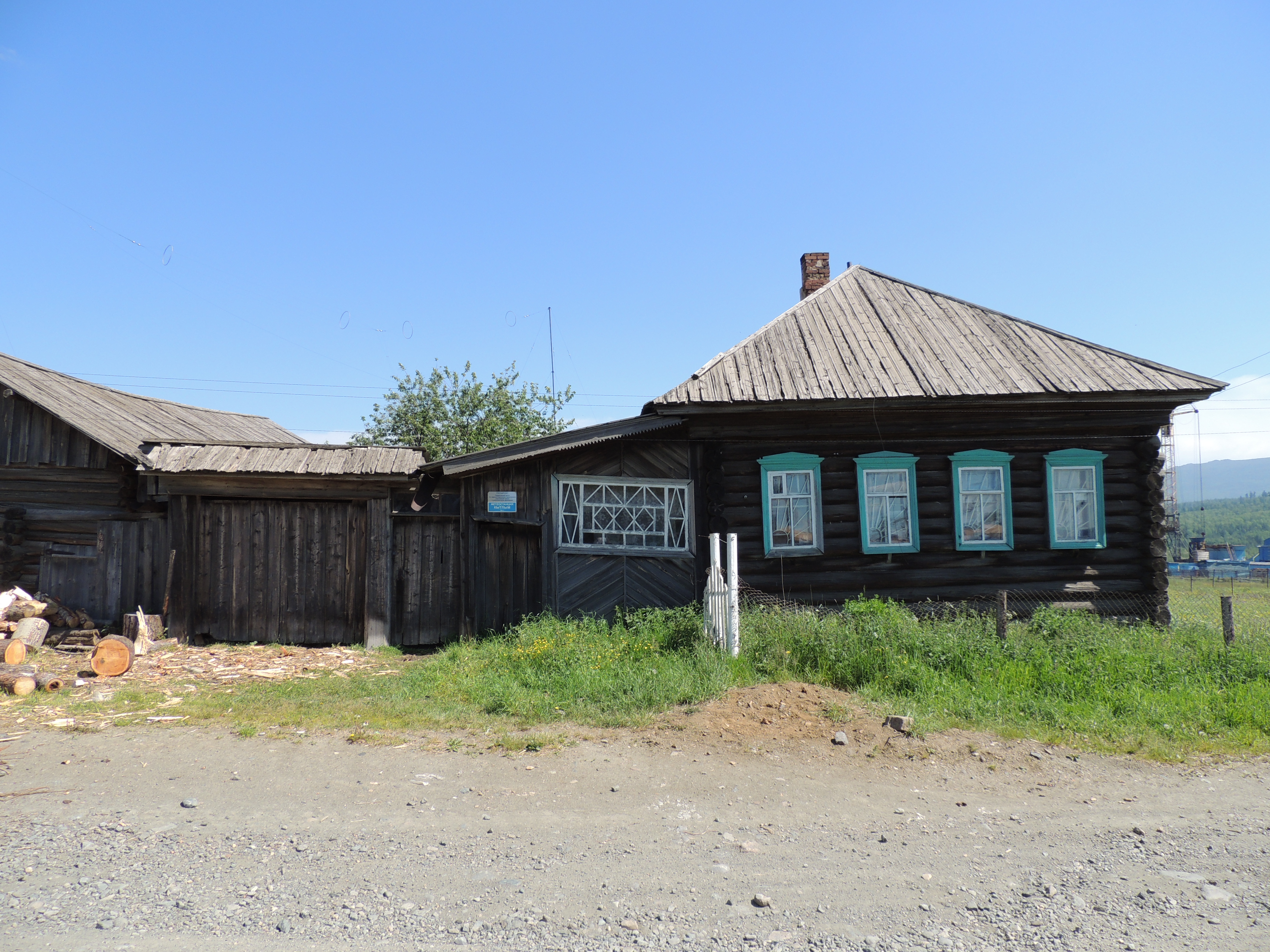
Метеостанция в Кытлыме